# Non-ketotisk hyperglycinæmi
Non-ketotisk hyperglycinæmi er en recessivt arvelig stofskiftesygdom. Sygdommen skyldes en enzymfejl i omdannelsen af aminosyren glycin. Sygdommen er karakteriseret ved forhøjede koncentrationer af glycin i blodplasma, urin og cerebrospinalvæske.
Der forekommer fire typer af sygdommen, en oftest dødelig neonatal og tre senere debuterende, mildere typer.
Ved den neonatale type er symptomerne slaphed, kramper og dårlig trivsel.